# قائمة قرارات مجلس الأمن التابع للأمم المتحدة لعام 1971
تتضمن قائمة قرارات مجلس الأمن التابع للأمم المتحدة لعام 1971 جميع القرارات الصادرة عن مجلس الأمن التابع للأمم المتحدة خلال العام 1971.

## القائمة
| رقم القرار | الرمز            | نص القرار                         | موضوع القرار                                              |
| ---------- | ---------------- | --------------------------------- | --------------------------------------------------------- |
| 292        | S/RES/292 (1971) | نص الوثيقة على موقع الأمم المتحدة | قبول أعضاء جدد في الأمم المتحدة: بوتان                    |
| 293        | S/RES/293 (1971) | نص الوثيقة على موقع الأمم المتحدة | مسألة قبرص                                                |
| 294        | S/RES/294 (1971) | نص الوثيقة على موقع الأمم المتحدة | الشكوى المقدمة من السنغال                                 |
| 295        | S/RES/295 (1971) | نص الوثيقة على موقع الأمم المتحدة | الشكوى المقدمة من غينيا                                   |
| 296        | S/RES/296 (1971) | نص الوثيقة على موقع الأمم المتحدة | قبول أعضاء جدد في الأمم المتحدة: البحرين                  |
| 297        | S/RES/297 (1971) | نص الوثيقة على موقع الأمم المتحدة | قبول أعضاء جدد في الأمم المتحدة: قطر                      |
| 298        | S/RES/298 (1971) | نص الوثيقة على موقع الأمم المتحدة | الشرق الأوسط                                              |
| 299        | S/RES/299 (1971) | نص الوثيقة على موقع الأمم المتحدة | قبول أعضاء جدد في الأمم المتحدة: عمان                     |
| 300        | S/RES/300 (1971) | نص الوثيقة على موقع الأمم المتحدة | الشكوى المقدمة من زامبيا                                  |
| 301        | S/RES/301 (1971) | نص الوثيقة على موقع الأمم المتحدة | ناميبيا                                                   |
| 302        | S/RES/302 (1971) | نص الوثيقة على موقع الأمم المتحدة | الشكوى المقدمة من السنغال                                 |
| 303        | S/RES/303 (1971) | نص الوثيقة على موقع الأمم المتحدة | الوضع في شبه قارة الهند/باكستان                           |
| 304        | S/RES/304 (1971) | نص الوثيقة على موقع الأمم المتحدة | قبول أعضاء جدد في الأمم المتحدة: الإمارات العربية المتحدة |
| 305        | S/RES/305 (1971) | نص الوثيقة على موقع الأمم المتحدة | مسألة قبرص                                                |
| 306        | S/RES/306 (1971) | نص الوثيقة على موقع الأمم المتحدة | توصية بخصوص تعيين الأمين العام                            |
| 307        | S/RES/307 (1971) | نص الوثيقة على موقع الأمم المتحدة | شبه قارة الهند/باكستان                                    |

## المرجع
1. ↑  "Security Council Resolutions" (بالإنجليزية). الأمم المتحدة. Archived from the original on 2018-10-23. Retrieved 22 شباط / فبراير 2017. {{استشهاد ويب}}: تحقق من التاريخ في: |تاريخ الوصول= (help)